# Arnaud Bingo

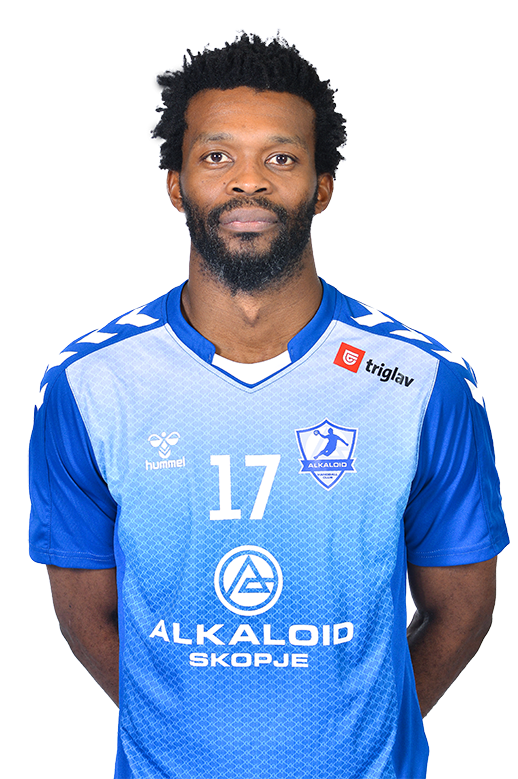
Arnaud Bingo (2023)

Arnaud Bingo (* 12. Oktober 1987 in Lyon) ist ein Handballspieler aus Frankreich.
Der 1,90 Meter große und 79 Kilogramm schwere linke Außenspieler spielte anfangs bei Vaulx-en-Velin, Villefranche und Villeurbanne. Ab dem Jahr 2009 stand er bei Tremblay-en-France Handball unter Vertrag. Zur Saison 2016/17 wechselte Bingo zu Montpellier Handball. Mit Montpellier gewann er 2018 die EHF Champions League. Ab Februar 2019 spielte er für Sporting Lissabon. Im Sommer 2021 kehrte er zu Tremblay-en-France Handball zurück. Ab August 2022 stand er bei Benfica Lissabon unter Vertrag. Mit Benfica gewann er 2022 den portugiesischen Supercup. Zur Saison 2023/24 wechselte er zum nordmazedonischen Erstligisten RK Alkaloid.
Seit dem 28. Oktober 2010 bestritt Arnaud Bingo für die französische Nationalmannschaft 37 Länderspiele, in denen er 55 Tore warf. Er gewann mit Frankreich Gold bei der Weltmeisterschaft 2011.